# Drelów (plaats)
Drelów is een dorp in het Poolse woiwodschap Lublin, in het district Bialski. De plaats maakt deel uit van de gemeente Drelów en telt 900 inwoners.